# ヤマハリゾート
株式会社ヤマハリゾート (YAMAHA RESORT) は、ヤマハ株式会社（旧:日本楽器製造株式会社・以下総称してヤマハ）の完全子会社でリゾート施設の運営にあたる企業名、および、ヤマハが（旧）ヤマハリゾート株式会社（2002年3月解散）など関連企業を通じて運営していたリゾート施設群の総称である。

## 概要
楽器と共通する余暇として、1962年にヤマハは子会社「中日本観光開発株式会社」を通じて鳥羽国際ホテルの開発に着手し、リゾート事業に進出した。高度経済成長期による本業での潤沢な資金力を背景に、富裕層向けの広大な敷地を誇るリゾートホテルや会員制ゴルフ場を総合保養地域整備法が施行されるバブル景気より10年以上前の1970年代までに相次いで開発した。とりわけ海外旅行でのバカンスが高嶺の花だったことで生じた離島ブームに乗り、南西諸島・八重山諸島に相次いで送迎用の私設飛行場やプライベートビーチを備えた低層のリゾートホテルを開業したが、はいむるぶし以外の3施設は1982年に閉鎖することになった。
また、伊勢カントリークラブの資本参加や寸座ビラの買収により、他者によって開業した既存施設もヤマハリゾートとして組み入れられていた。これらリゾートの展開は、ヤマハポピュラーソングコンテストなどの開催、ゴルフクラブ・スキー板のメーカーでもある本業およびマリン部門を有するヤマハ発動機との関連が結び付けられる側面も有していた。
バブル景気とともに北海道でリゾート開発のムーブメントが到来した1987年、当時のヤマハ社長・川上浩の肝煎りで、朝里岳北西エリアに空前屈指の規模となる「キロロリゾート」の開発に着手した。スキー場のキロロスノーワールドは1991年に開業したが、キロロタウンとキロロゴルフクラブはバブル崩壊後の1993年に開業したため、豪華絢爛なリゾートホテルである「ホテルピアノ」のリゾート会員権と「キロロゴルフクラブ」のゴルフ会員権の販売および売上は低迷することになり、ヤマハは売却することになる2007年までにキロロ単独で210億円以上もの損失を本業の利益や資産売却により補填することになった。
2002年3月31日に（旧）ヤマハリゾートはヤマハに吸収合併により解散させ、（旧）ヤマハリゾートが保有していた不動産はヤマハの保有となり、施設毎に新設した子会社に運営業務を移管した。なお、（旧）ヤマハリゾートは事業用不動産の再評価により123億円の債務超過状態であり、ヤマハは同額を2002年3月期決算で特別損失を計上し、同期最終連結決算においても赤字となる旨が2002年4月3日に発表された。
2007年（平成19年）3月23日に、「鳥羽国際ホテル」「合歓の郷」「キロロリゾート」「はいむるぶし」の4施設を収益改善が見込めないことを理由として同年10月1日を目処に三井不動産に売却する旨を発表。同年10月1日に三井不動産リゾート株式会社へ不動産と運営会社が売却され、これら施設経営から撤退した。
2008年に伊勢カントリークラブの持株を売却して資本撤退してからは、ヤマハ自社開発である「つま恋」と「葛城」のみの保有となった。2011年4月につま恋と葛城の運営会社を合併のうえ「ヤマハリゾート（2代目）」へ社名変更。2016年12月に「ヤマハリゾートつま恋」の営業終了（売却）に伴い、ヤマハリゾートは、葛城のみとなった。

## 運営施設
- 葛城北の丸（静岡県袋井市）
1978年開業。丘陵部の14ヘクタールの敷地に北陸地方の武家屋敷と古民家数棟を移築し、和洋折衷の内装とサービスを施した「和風ホテル」である。2002 FIFAワールドカップの際、日本代表チームのベースキャンプホテルとなった。新東名高速道路森掛川インターチェンジが至近にある。
- 葛城ゴルフ倶楽部（静岡県袋井市）
葛城北の丸に近接するゴルフ場。1976年開業。

## かつて保有していた施設

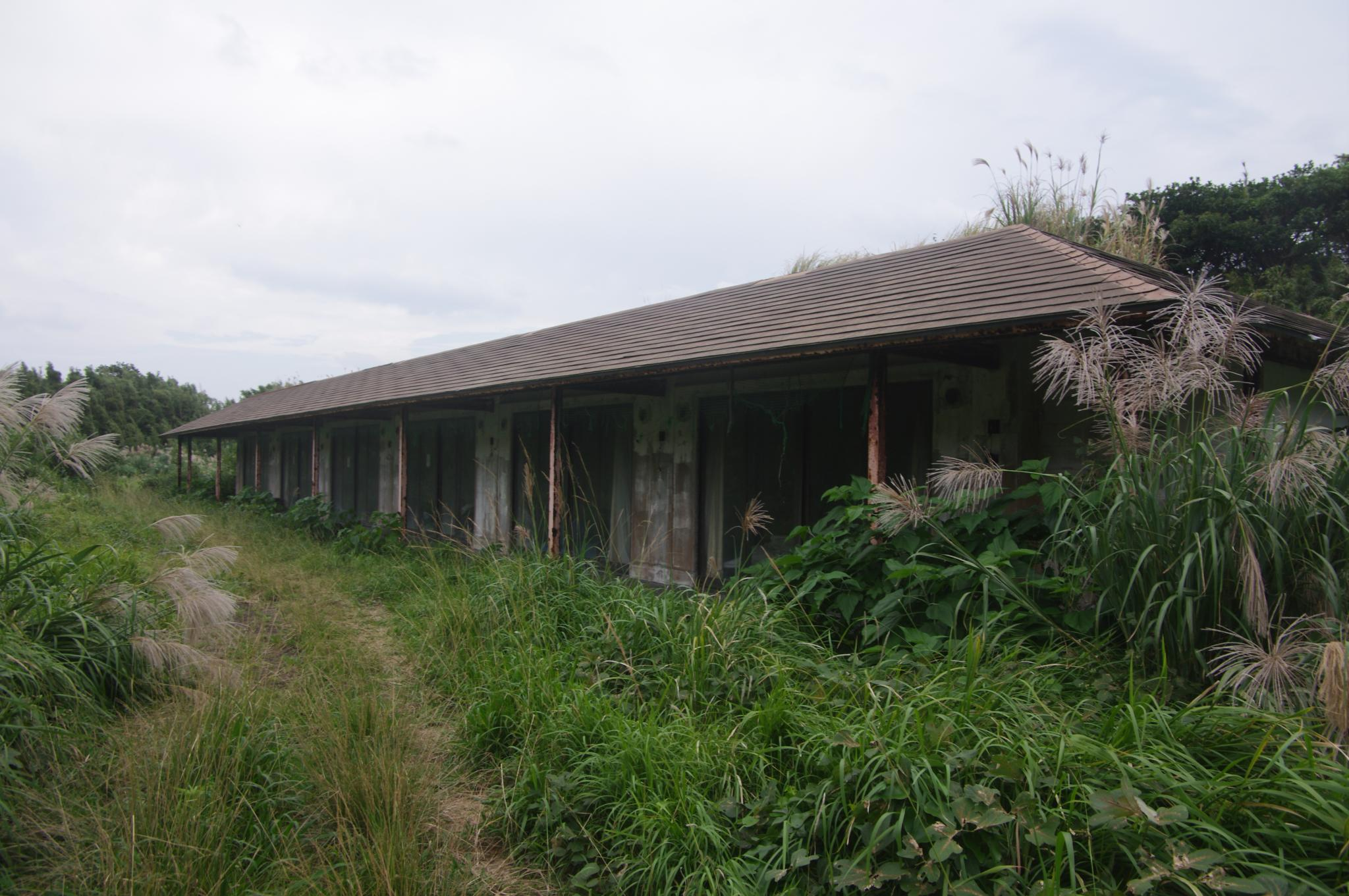
旅荘吐火羅(2014年)

- 2007年7月に三井不動産リゾートに事業譲渡された施設
  - キロロリゾート（北海道余市郡赤井川村）
  - 合歓の郷（三重県志摩市）
  - 鳥羽国際ホテル （三重県鳥羽市）
  - はいむるぶし（沖縄県八重山郡竹富町〈小浜島〉）

- 伊勢カントリークラブ
1965年に伊勢観光開発株式会社により開業。開業時にヤマハが50％出資したことで子会社として保有する初のゴルフ場であったが、2008年に持株全てを株式会社赤福など伊勢商工会議所の会員各社へ売却していたことが明らかとなる[2]。経営撤退後もヤマハゴルフ製品の試打コーナーが設けられている。
- キロロゴルフクラブ
1993年開業、2003年閉鎖。キロロリゾートに属する会員制ゴルフ場。2007年に地場建設会社が設立した株式会社レラゴルフクラブが買収し営業再開したが、2009年から休業中。
- 寸座ビラ（静岡県浜松市）
1973年、遠州鉄道が運営するホテル寸座ビラージおよび遠鉄マリーナとして開業。1981年にヤマハリゾートが経営を引き継いだが、2003年閉鎖。静岡県の浜名湖湖畔ホテル・レストラン・マリーナの複合施設。学校法人ミズモト学園が買収し、一般向け営業も行う専門学校のセミナーハウス「ロテル・ド・寸座マリーナ」として2004年に再オープンしたが、2009年頃に閉鎖されている。2011年に宗教法人ハレルヤコミュニティーチャーチが買収し、「ライブチャーチ寸座」という名前でキリスト教会として運営されている。「寸座マリーナ」もライブチャーチ寸座が運営・管理している。
- 石蕗舎（石蕗の舎=つわのや=、鹿児島県屋久島）
1972年開業、1982年閉鎖。後に売却され、つわのやとして営業をしている。
- 旅荘足摺（鹿児島県薩摩硫黄島）[3]
1974年開業、1982年閉鎖。離れの客室や送迎用に薩摩硫黄島飛行場を併設するなど高級指向がうかがえる。1994年以降、飛行場は三島村に移管され、2014年8月より新日本航空による定期空路が開設されている。建物は1996年に解体[4]され、更地となっている。薩摩硫黄島は平家物語に登場する鬼界ヶ島と推定されている島のひとつで、ホテル名は平家物語の巻三にある「足摺」の章に由来する。

- 旅荘吐火羅（とから、鹿児島県諏訪之瀬島）[5]
1977年開業、1982年閉鎖。送迎用に諏訪之瀬島飛行場を併設。建物は廃墟状態で現存し、滑走路は十島村営の場外離着陸場として存続している。ホテル名は日本書紀の吐火羅国に由来する。
- 上地島（沖縄県）
1972年3月にヤマハリゾートが小浜島を拠点に、新城島（上地島）、西表島（仲間川河口のヤッサ島）を結ぶ開発計画を公表。ヤッサ島は農地法により土地の転用ができなかったため開発が断念され、小浜島及び上地島での開発が行われた。上地島では旧上地島小学校跡地及び私有地を買収して、宿泊施設（保養所扱い）が建設され、一時稼動していた。その後、宿泊施設の敷地は新城島公民館に無償譲渡されて、建物は解体され[6]、2014年に公民館施設を兼ねた防災施設が完成している[7][8]。このリゾート開発は、1984年に石原慎太郎が発表し、1998年に映画化された「秘祭」のモデルになったとされている。
- ヤマハリゾートつま恋（静岡県掛川市）
1974年開業。17ヘクタールの敷地に総合レクリエーション施設として、ホテル2棟・コンベンション施設・屋内プール・乗馬倶楽部・コンサートホール・レコーディングスタジオなどを設置。多目的広場ではミュージシャンの野外ライブやミニサッカーなどが行われている。2016年12月25日に「ヤマハリゾートつま恋」としての営業を終了[9][10]。土地建物を売却したホテルマネージメントインターナショナルによって、2017年3月27日より「つま恋リゾート 彩の郷」として事業開始した[11]。

## 沿革
- 1962年 - 日本楽器製造（現:ヤマハ）が子会社として中日本観光開発株式会社を設立（当初は名古屋鉄道なども一部出資）し、リゾート事業に進出。
- 1981年 - 中日本観光開発が日本楽器100%出資となりヤマハレクリエーションに改称
- 1988年 - ヤマハがヤマハ北海道リゾート開発株式会社を完全子会社として設立。
- 1990年 - ヤマハがヤマハリゾート株式会社（旧）を完全子会社として設立。
- 1991年 - ヤマハリゾートがヤマハレクリエーションを吸収合併。
- 1995年 - ヤマハがキロロリゾートのキロロタウン・ホテルピアノ・キロロゴルフクラブの事業主であったヤマハ北海道リゾート開発を解散。ヤマハリゾートに承継させる。
- 1996年 - ヤマハが子会社・株式会社はいむるぶしを設立し、同名施設の運営を移管。
- 2001年 - ヤマハが10月10日付けで株式会社つま恋、株式会社葛城・株式会社キロロアソシエイツを設立。
- 2002年 - 3月31日付けでヤマハがヤマハリゾート（旧）を吸収合併。保有施設の運営業務を前年設立の子会社に委託。
- 2007年 - ヤマハが伊勢国際ホテル・合歓の郷・はいぶるむし・キロロリゾートの不動産と運営会社株式等を三井不動産完全子会社の三井不動産リゾートに売却し撤退。
- 2011年 - つま恋と葛城が合併し、株式会社ヤマハリゾートに改称。
- 2016年 - 「ヤマハリゾートつま恋」の営業終了